# Курпіль Степан Володимирович
Степа́н Володи́мирович Курпі́ль (нар. 23 липня 1959, с. Пісочна, Львівська область) — український політик, журналіст та редактор. Народний депутат України (Верховна Рада України V, VI, VII скликання). Член партії ВО «Батьківщина» (з березня 2006).

## Освіта
Навчався на факультеті журналістики Львівського державного університету імені Івана Франка (1976—1981), який закінчив з відзнакою за фахом журналіст.

## Кар'єра
- Червень — грудень 1981 — старший кореспондент Миколаївської районної газети «Ленінська зоря» (Львівська область).
- Грудень 1981 — жовтень 1985 — молодший редактор, редактор, старший редактор видавництва «Каменяр».
- Жовтень 1985 — червень 1986 — лектор Львівського обкому ЛКСМУ.
- Червень 1986 — вересень 1991 — завідувач відділу пропаганди, культури, літератури і мистецтва, відповідальний секретар, заступник головного редактора газети «Ленінська молодь» («Молода Галичина»).
- Жовтень 1991 — квітень 2006 — головний редактор газети «Високий Замок». Головний редактор тижневика «Львівська реклама». Голова правління ЗАТ «Видавничий дім „Високий Замок“»[4].
- Червень 1994 — березень 1998 — депутат Львівської обласної ради. Обраний депутатом Львівської облради (квітень 2006).

Член Національної спілки журналістів України (з 1986 року — в СЖУ). Згодом був головою Львівської обласної організації НСЖУ, членом Комісії з журналістської етики (з вересня 2001) та секретарем НСЖУ.
Вільно володіє українською, польською та англійською мовами.
Захоплюється футболом та образотворчим мистецтвом.

## Сім'я
Українець. Батько Володимир Войцехович (1920) — бухгалтер. Мати Ганна Степанівна (1926) — робітниця. Дружина Наталія Балюк (1971) — журналістка, головний редактор газети «Високий Замок», голова правління ЗАТ «Видавничий дім „Високий Замок“». Дочки Уляна (1982) і Юлія (1995).

## Парламентська діяльність
Квітень 2002 — кандидат у народні депутати України за виборчим округом № 118 Львівської області, самовисування. «За» 21,17 %, 2-ге місце з 22 претендентів. На час виборів: головний редактор газети «Високий замок», безпартійний.
Народний депутат України 5-го скликання з 25 травня 2006 до 12 червня 2007 від «Блоку Юлії Тимошенко», № 36 в списку. На час виборів: голова правління ЗАТ «Видавничий дім „Високий Замок“», безпартійний. Член фракції «Блок Юлії Тимошенко» (з травня 2006). Голова підкомітету з питань друкованих засобів масової інформації і преси Комітету з питань свободи слова та інформації (з липня 2006). 12 червня 2007 достроково припинив свої повноваження під час масового складення мандатів депутатами-опозиціонерами з метою проведення позачергових виборів до Верховної Ради.
Народний депутат України 6-го скликання з 23 листопада 2007 до 12 грудня 2012 від «Блоку Юлії Тимошенко», № 36 в списку. На час виборів: директор з питань стратегії ЗАТ «Видавничий дім „Високий Замок“», член партії ВО «Батьківщина». Член фракції «Блок Юлії Тимошенко» (з листопада 2007). Член Комітету з питань європейської інтеграції (грудень 2007 — січень 2008), голова підкомітету з питань політичного діалогу, міжлюдських контактів та співробітництва між Україною та ЄС у сфері юстиції та внутрішніх справ, координації технічної допомоги ЄС Верховній Раді України Комітету з питань європейської інтеграції (з січня 2008), заступник голови Комітету з питань європейської інтеграції (з травня 2010).
Народний депутат України 7-го скликання з 12 грудня 2012 до 27 листопада 2014, виборчій округ № 124, Львівська область, від ВО «Батьківщина». «За» 61,73 %, 8 суперників. На час виборів: народний депутат України, член ВО «Батьківщина». Член фракції ВО «Батьківщина» (з грудня 2012). Голова підкомітету з питань політичного діалогу, міжлюдських контактів та співробітництва між Україною та ЄС у сфері юстиції та внутрішніх справ, координації технічної допомоги ЄС Верховній Раді України Комітету з питань європейської інтеграції (з грудня 2012).

## Нагороди та державні ранги
Заслужений журналіст України (квітень 1999). Почесна грамота Верховної Ради України (2005).